# 노타
주식회사 노타(영어: Nota)는 한국의 AI 모델 최적화 기업이다.

## 역사
2015년 한국과학기술원 학내 벤처로 시작하였다.
2024년에는 NICE평가정보와 한국기술신용평가로부터 기술특례상장 기술평가에서 ‘A, A’ 등급을 획득했다.
2025년 주관사를 미래에셋증권으로 코스닥 시장 상장할 예정이다.

## 제품
- 넷츠프레소(NetsPresso): 딥러닝 모델 경량화 기술을 활용한 AI 최적화 플랫폼